# Avtandil Chkuaseli
Avtandil Noïevitch Chkuaseli (en russe : Автандил Ноевич Чкуасели ; en géorgien : ავთანდილ ჭკუასელი) est un footballeur international soviétique né le 31 décembre 1931 à Tbilissi et mort le 12 septembre 1994 dans la même ville.

## Biographie
Natif de Tbilissi, Avtandil Chkuaseli intègre au cours de sa jeunesse l'équipe de football d'une école de sport locale avant d'entrer en 1949 dans les rangs du Dinamo Tbilissi, évoluant cette année-là avec l'équipe réserve. Il fait ses débuts en première division lors de la saison 1950, jouant son premier match le 5 septembre contre le Spartak Moscou, à l'âge de 18 ans.
Il continue par la suite d'évoluer au Dinamo pendant une grande partie des années 1950 jusqu'en 1959, à l'exception de brefs prêts au Lokomotiv Tbilissi en 1955 et au SKVO Tbilissi en 1958. Durant son passage, il cumule 97 rencontres jouées pour 33 buts marqués, dont onze lors de la seule saison 1956. Il prend également part aux deuxièmes places du club en 1951 et 1953.
Retenu par Boris Arkadiev au sein de la délégation soviétique dans le cadre des Jeux olympiques de 1952, il connaît à cette occasion sa seule sélection face à la Yougoslavie le 22 juillet 1952, qui s'achève sur une défaite 3-1 et l'élimination des Soviétiques.
Après la fin de sa carrière de joueur, il entre au sein de l'administration de la fédération de football de la RSS de Géorgie tout au long des années 1970 et 1980 et occupe par la suite un poste de maître de conférences à l'Institut de physique et de technologie de Géorgie à partir de 1984 jusqu'à sa mort le 12 septembre 1994 à l'âge de 62 ans.

## Statistiques
| Saison                | Club                  | Championnat           | Championnat | Championnat | Coupe(s) nationale(s) | Coupe(s) nationale(s) | Total | Total |
| Saison                | Club                  | Division              | M.          | B.          | M.                    | B.                    | M.    | B.    |
| 1950                  | Dinamo Tbilissi       | D1                    | 2           | 0           | -                     | -                     | 2     | 0     |
| 1951                  | Dinamo Tbilissi       | D1                    | 17          | 3           | 2                     | 2                     | 19    | 5     |
| 1952                  | Dinamo Tbilissi       | D1                    | 13          | 7           | 1                     | 0                     | 14    | 7     |
| 1953                  | Dinamo Tbilissi       | D1                    | 10          | 3           | 2                     | 1                     | 12    | 4     |
| 1954                  | Dinamo Tbilissi       | D1                    | 4           | 0           | 2                     | 0                     | 6     | 0     |
| 1956                  | Dinamo Tbilissi       | D1                    | 20          | 11          | -                     | -                     | 20    | 11    |
| 1957                  | Dinamo Tbilissi       | D1                    | 19          | 5           | 2                     | 1                     | 21    | 6     |
| 1958                  | Dinamo Tbilissi       | D1                    | 1           | 0           | -                     | -                     | 1     | 0     |
| 1958                  | SKVO Tbilissi         | D2                    | 5           | 0           | -                     | -                     | 5     | 0     |
| 1959                  | Dinamo Tbilissi       | D1                    | 2           | 0           | -                     | -                     | 2     | 0     |
| 1963                  | Lokomotiv Tbilissi    | D3                    | -           | -           | 2                     | 0                     | 2     | 0     |
| Total sur la carrière | Total sur la carrière | Total sur la carrière | 93          | 29          | 11                    | 4                     | 104   | 33    |

## Palmarès
Dinamo Tbilissi
- Championnat d'Union soviétique :
  - Vice-champion : 1951 et 1953.